# Cinekid

Logo des Festivals

Der Cinekid ist ein niederländisches Filmfestival für Kinderfilme, Kinderserien und neue Medien. Der Austragungsort ist Amsterdam. Erstmals fand das Festival 1987 statt.
In den drei Kategorien Kinderfilm, Kinderserie und neue Medien wird jedes Jahr jeweils ein Preis vergeben. Beim Kinderfilm-Festival nehmen jedes Jahr 15 internationale Kinderfilme teil.

## Preisträger (Auswahl)

### Cinekid Filmpreis International
- 1987: Der kleine Magier (Cudowne dziecko) – Polen, Kanada
- 1988: Mio, mein Mio (Mio min Mio) – Schweden, Sowjetunion, Norwegen
- 1989: Der Krieg ist aus – Frankreich, Deutschland
- 1990: Ein Pony für zwei (Tarzan Mama Mia) – Dänemark
- 1992: Das Taschenmesser (Het zakmes) – Niederlande
- 1993: Tian tang hui xin – China
- 1994: Karakum – Ein Abenteuer in der Wüste – Deutschland, Turkmenistan
- 1995: Lang lebe die Königin (Lang Leve de Koningin) – Niederlande
- 1996: Keine Angst vorm Fliegen (Tøsepiger) – Dänemark
- 1997: Das Auge des Adlers (Ørnens øje) – Dänemark
- 1998: Wenn Mama nach Hause kommt (Når mor kommer hjem) – Dänemark
- 1999: Kiriku und die Zauberin (Kirikou et la Sorcière) – Frankreich, Belgien, Luxemburg
- 2000: Liebe in Blechdosen (Den bästa sommaren) – Schweden
- 2001: Eine Hand voll Gras – Deutschland
- 2002: Chihiros Reise ins Zauberland (Sen to Chihiro no Kamikakushi) – Japan / Parandeh baz-e kouchak – Iran
- 2003: Nenn mich einfach Axel (Kald mig bare Aksel) – Dänemark
- 2004: Planta 4ª – Spanien
- 2005: Italyanets – Russland
- 2006: Der Traum (Drømmen) – Dänemark
- 2007: Max Minsky und ich – Deutschland
- 2008: Niko – Ein Rentier hebt ab – Finnland, Deutschland, Dänemark, Irland
- 2009: Ein ganz neues Leben (Yeo-haeng-ja) – Südkorea, Frankreich
- 2011: Ernest & Célestine (Ernest et Célestine) – Frankreich